# Matam Park
Matam Park (en hebreu: מתם פארק) també conegut com a centre d'indústries de la ciència), està situat en l'entrada sud de Haifa, és el major i més antic parc tecnològic d'Israel. El parc és un centre tecnològic internacional, amb empreses capdavanteres mundials especialitzats en la recerca i el desenvolupament d'alta tecnologia, entre les quals s'inclouen: Intel, IBM, Microsoft, Yahoo!, Philips, Google, Qualcomm, Zoran Corporation, NDS Group, Elbit Systems, Aladdin Knowledge Systems, NetManage, NeuStar i NetApp.

## Ubicació

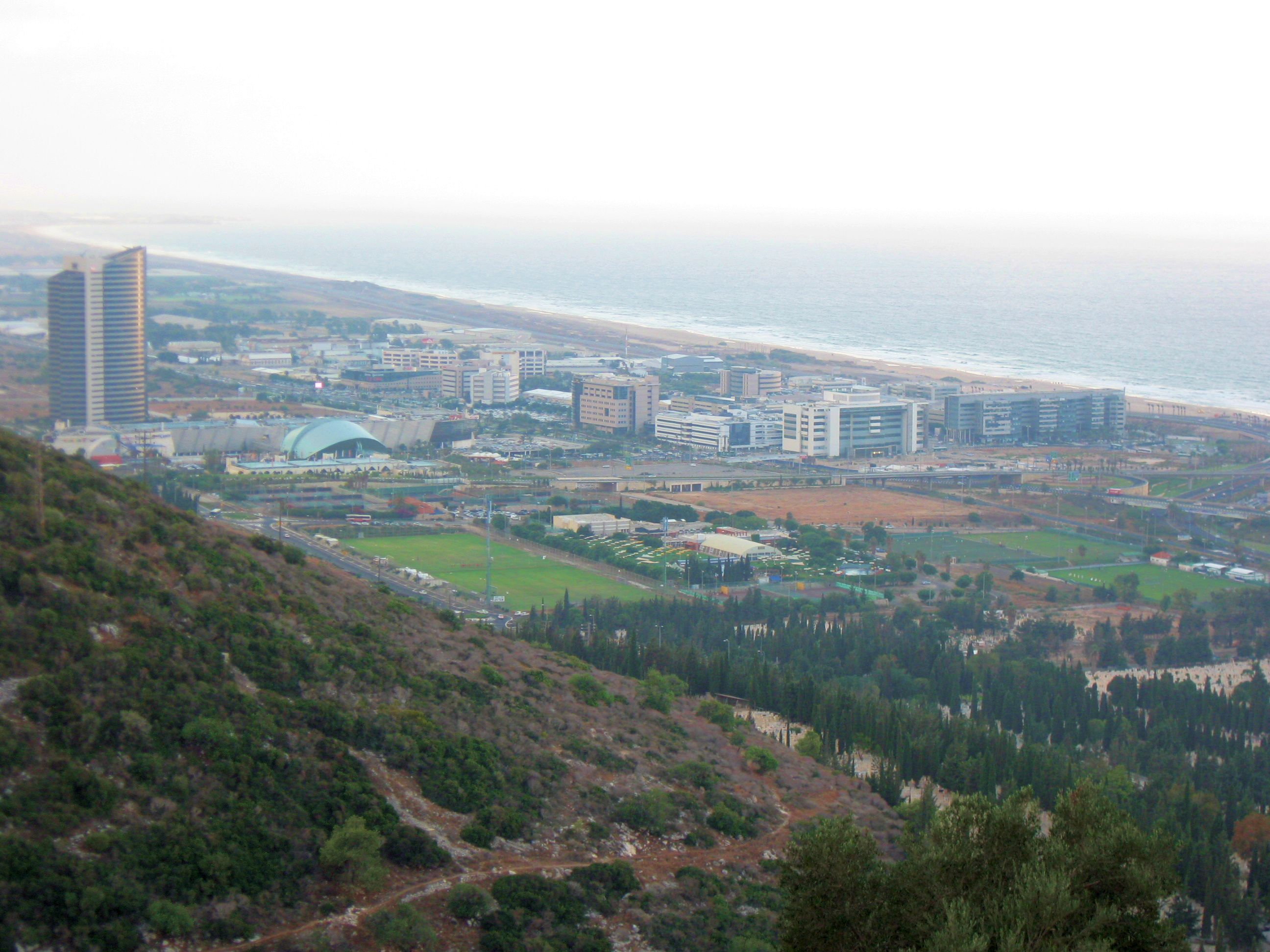
El parc vist des d'un pujol proper

El parc està situat entre l'Autopista 2 i l'Autopista 4, prop de centres de transport públic com l'Estació de ferrocarril Haifa Hof HaCarmel i l'Estació Central d'Autobusos Haifa Hof HaCarmel.

## Història
Matam Park va ser fundat en la dècada de 1970 per la Haifa Economic Corporation, i s'ha anat ampliant des de llavors. Un dels primers inquilins al parc va ser Intel, que va engegar el seu centre de recerca i desenvolupament en 1974, i avui compta amb més de 2000 empleats en Matam. Avui dia el parc és 51% propietat de Gav-Yam Bayside Land Corporation (TAXI:BYSD) i un 49% de la Haifa Economic Corporation.

## Descripció
Matam Park és un campus tancat, cobrint una superfície d'aproximadament 220.000 metres quadrats amb prop de 8.000 empleats. El parc inclou edificis amb una superfície d'aproximadament 270.000 metres quadrats. Els plans de futur per al parc inclouen l'expansió d'un addicional de 100.000 metres quadrats. L'adreça central i l'empresa de manteniment proporciona una varietat de serveis als ocupants, tals com: aire condicionat central, cafeteries, centres de cures de nens, clínica metgessa, transport, correu, estació de gasolina i zones d'aparcament de cotxes.